# Gottlob Moritz Nathusius

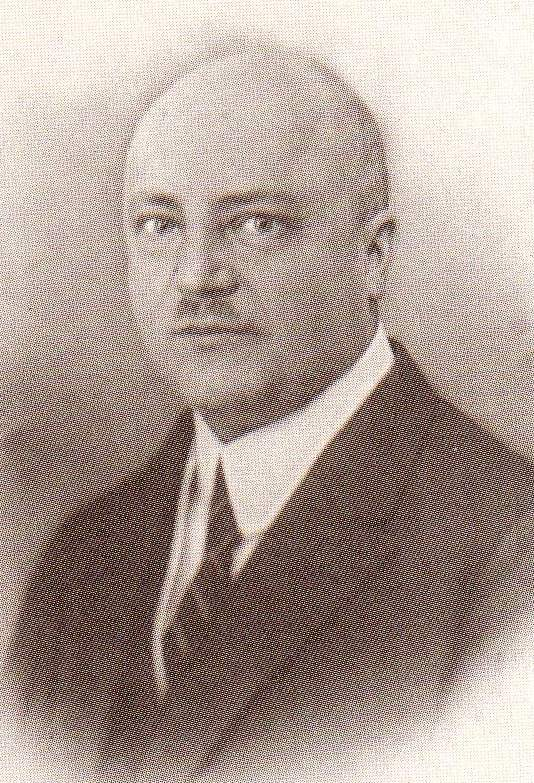
Gottlob Moritz Nathusius

Gottlob Moritz Rudolf Nathusius (* 22. Juli 1876 in Magdeburg; † 10. November 1936 in Magdeburg) war ein Unternehmer in Magdeburg. Neben eigenen Tabakfabriken leitete er auch einen großen Magdeburger Armaturen- und Rüstungskonzern.

## Jugend und Vorkriegszeit
Gottlob Nathusius wurde als das Älteste von vier Kindern des Gottlob August Nathusius (1849–1906) in Magdeburg geboren. Seine Mutter war Katharina, geborene von Raabe (1857–1920), Tochter des Oberst Karl Alexander von Raabe.
Nathusius wuchs im elterlichen Haus im Breiten Weg 175/177 in Magdeburg auf und besuchte das dortige Realgymnasium (die spätere Wilhelm-Raabe-Schule). 1890 leistete er Militärdienst als Einjährig-Freiwilliger beim Magdeburgischen Husaren-Regiment Nr. 10 in Stendal ab. Während der sich anschließenden kaufmännischen Ausbildung absolvierte er zunächst von 1894 bis 1897 eine kaufmännische Lehre bei der Firma Bartsch & Schultze in Magdeburg, später volontierte er bei großen Rohtabak-Importeuren in Bremen und Amsterdam. Schließlich verbrachte er ein Studienjahr in Paris. 
Ab dem 10. Oktober 1899 war er als Prokurist in der väterlichen Firma, der Tabakfabrik Gottlob Nathusius, tätig, am 1. Januar 1904 wurde er dort Teilhaber. Nach dem Tode seines Vaters wurde er 1906 Alleineigentümer der Werke. Unter seiner Leitung wurde der Betrieb modernisiert, der Maschinenpark und die technische Ausstattung wurden auf eine moderne Produktion umgestellt. Bei Ausbruch des Ersten Weltkrieges wurden in der Magdeburger Zentralfabrik und den auswärtigen Zweigwerken rund 100 verschiedene Zigarrensorten hergestellt.

## Erster Weltkrieg und Nachkriegszeit
Im Krieg wurde Gottlob Nathusius zunächst als Rittmeister der Reserve eingesetzt. Er diente unter anderem als Führer der Reserve-Infanterie-Munitionskolonne Nr. 43 beim IX. Reserve-Korps an der Westfront. Als Auszeichnung für seine Einsätze erhielt er beide Klassen des Eisernen Kreuzes, den Eisernen Halbmond sowie das Komturkreuz des Herzoglich Sachsen-Ernestinischen Hausordens mit Schwertern. 
Kurz vor Kriegsende schied er 1918 als Major der Reserve aus dem Militärdienst aus und wurde neben seiner wiederaufgenommenen Tätigkeit als geschäftsführender Gesellschafter bei den Tabakfabriken zum kaufmännischen Geschäftsführer der Magdeburger Armaturen- und Munitionswerke Polte berufen. Sein jüngerer Bruder, Martin Nathusius, hatte 1906 Margarete Polte (1886–1977), eine von zwei Töchtern des Eugen Polte geheiratet. 1917 wurden Margarete Nathusius 50 % der Polte-Werke übertragen, die ab dem Zeitpunkt als OHG firmierten. 
Am 14. November 1918 wurde Gottlob Moritz Nathusius – gemeinsam mit dem Ehemann der zweiten Polte-Tochter, Arnulf Freiherr von Gillern – auch als Gesellschafter der Polte-Werke aufgenommen. In den nächsten Jahren gelang es ihm, die Herstellung der Polte-Werke von der bis Kriegsende forcierten Kriegs- auf Friedensproduktion umzustellen. Vor allem die Schwerarmaturen wurden unter seiner Zeit als verantwortlicher Geschäftsführer zu weltweit bekannten und geschätzten Produkten. Wegen Unstimmigkeiten mit Gillern schied Nathusius 1929 bei den Polte-Werken als Geschäftsführer und Gesellschafter aus und widmete sich danach ausschließlich seinen Zigarrenfabriken.

## Familie
Am 8. August 1919 heiratete Nathusius Margarete Voigt. Aus der Ehe gingen die zwei Kinder Marga und Gottlob Hans Nathusius (1925–2008) hervor. Letzterer sollte der letzte Eigentümer und Geschäftsführer der Nathusius-Tabakfabriken bis zu deren Enteignung im Jahr 1950 werden. Margarete Nathusius starb 1972 und wurde auf dem Bergfriedhof Auerbach begraben.
Gottlob Moritz Nathusius war im November 1936 an seinem Schreibtisch in der Fabrik zusammengebrochen und ins Magdeburger Altstädtische Krankenhaus gebracht worden. Dort verstarb er nach einigen Tagen im Alter von sechzig Jahren. Sein Grab befindet sich auf dem Südfriedhof in Magdeburg.